# Вінер АФ
«Вінер АФК» (нім. Wiener Associationfootball-Club), також відомий як «Вінер АФ» та ВАФ — колишній австрійський футбольний клуб, заснований 21 вересня 1910 року колишніми гравцями клубу «Вінер АК». Розформований у 2004 році.

## Досягнення
- Чемпіон Австрії (1): 1914
- Віце-чемпіон Австрії: 1913, 1915
- Третій призер чемпіонату Австрії: 1912, 1916, 1918
- Володар кубка Австрії (1): 1922

## Статистика
| Сезони | Матчі | Перемоги | Нічиї | Поразки | Різниця м'ячів | Очки |
| ------ | ----- | -------- | ----- | ------- | -------------- | ---- |
| 13     | 253   | 115      | 46    | 92      | 557 — 467      | 276  |

## Найкращий бомбардир чемпіонату Австрії
- Леопольд Нойбауер (1): 1917(21)

## Відомі гравці
- Адольф Фішера (нім. Adolf Fischera, 1910—1924) — найкращий футболіст в історії клубу, за збірну (1908—1923; 15 матчів, 8 голів).
- Леопольд Нойбауер — учасник Олімпіади-1912, за збірну (1908—1917; 18 матчів, 6 голів),
- Роберт Сара (1985—1988) — захисник, провів найбільше матчів в чемпіонаті Австрії (581).